# 塔瓦拉阿里瓦
18°34′N 70°53′W / 18.567°N 70.883°W
塔瓦拉阿里瓦（西班牙語：Tábara Arriba），是多明尼加共和國的城鎮，位於該國南部，由阿蘇阿省負責管轄，面積209.84平方公里，2012年人口14,258，人口密度每平方公里68人。